# Weapons (Lostprophets)
Weapons è il quinto album in studio del gruppo alternative metal gallese Lostprophets. È l'ultimo album della band, pubblicato poco prima dell'arresto del cantante Ian Watkins, in seguito alle accuse di pedofilia.

## Tracce
Tutti i testi sono scritti da Ian Watkins.
1. Bring 'Em Down – 4:09
2. We Bring an Arsenal – 3:26
3. Another Shot – 4:08
4. Jesus Walks – 4:35
5. A Song for Where I'm From – 3:52
6. A Little Reminder That I'll Never Forget – 4:16
7. Better Off Dead – 3:37
8. Heart on Loan – 4:08
9. Somedays – 3:42
10. Can't Get Enough – 15:14 – include la traccia nascosta "Weapon"

Deluxe edition bonus tracks
1. The Dead (Garage sessions) – 3:34
2. Save Yourself (Garage sessions) – 3:59
3. If You Don't Stand for Something, You'll Fall for Anything (Garage sessions) – 4:39
4. Another Shot (Demo) – 2:59
5. Bring 'Em Down (Russell Bloc Party remix) – 10:15 – include la traccia nascosta "Weapon"

Japanese deluxe edition bonus tracks
1. Young Pretenders – 3:25
2. Undefeated – 10:15 – include la traccia nascosta "Weapon"

Japanese deluxe edition bonus DVD
1. 4:AM Forever (music video) – 4:20
2. For He's a Jolly Good Felon (edit music video) – 3:16
3. For He's a Jolly Good Felon (full version music video) – 7:49

US bonus track
1. Weapon – 2:47

US deluxe edition bonus tracks
1. If You Don't Stand for Something, You'll Fall for Anything (Garage sessions) – 4:39
2. Undefeated – 4:55
3. Young Pretenders – 3:25
4. Bring 'Em Down (Acoustic version) – 3:12
5. We Bring an Arsenal (Acoustic version) – 3:32

## Formazione
- Ian Watkins – voce
- Jamie Oliver – pianoforte, tastiere, samplers, cori
- Lee Gaze – chitarra solista
- Mike Lewis – chitarra ritmica
- Stuart Richardson – basso
- Luke Johnson – batteria, percussioni

## Date di pubblicazione
| Regione               | Data           | Etichetta  | Formati                  |
| --------------------- | -------------- | ---------- | ------------------------ |
| Europa                | 30 marzo 2012  | Sony Music | CD, digital download     |
| Regno Unito           | 2 aprile 2012  | Epic       | CD, digital download, LP |
| Australia             | 6 aprile 2012  | Sony Music | CD, digital download     |
| Giappone              | 11 aprile 2012 | Sony Music | CD, digital download     |
| Stati Uniti d'America | 19 giugno 2012 | Fearless   | CD, digital download, LP |